# Jerzy Gudejko
Jerzy Gudejko (ur. 23 kwietnia 1958 w Gdańsku) – polski aktor i reżyser obsady.

## Życiorys
Jest absolwentem PWST w Warszawie z roku 1981. Swój debiut teatralny miał 10 października 1981. W latach 1981–1983 występował w Teatrze Współczesnym we Wrocławiu, w latach 1981–1983 w Teatrze im. Stefana Jaracza w Olsztynie, w latach 1983–1984 w Teatrze im. Horzycy w Toruniu, a w latach 1984–1985 w Teatrze Powszechnym w Warszawie.
Wraz z żoną Grażyną Gudejko jest współwłaścicielem agencji reprezentującej interesy aktorów, modelek, statystów i aktorów nieprofesjonalnych Gudejko, którą to założył w 1989.

## Filmografia
- 1979: Godzina „W” – „Czarny”
- 1981: Był jazz – Jacek Karpiński
- 1982: Śpiewy po rosie – Józek
- 1982: Coś się kończy – reżyser
- 1984: Trapez – Henryk Morawski
- 1984: Lato leśnych ludzi – cichociemny w czasie wojny (odc. 5)
- 1987: Rajski ptak – lekarz, kierownik ośrodka zdrowia w Makowie
- 1988: Mistrz i Małgorzata – Mateusz Lewita (odc. 2 i 4)
- 1988: Crimen – Jędrzej Zagwojski (odc. 1-3)
- 1988: Chichot Pana Boga – mężczyzna atakujący Sandrę
- 1988–1990: W labiryncie – ortopeda Malczyk
- 1989: Sceny nocne – mówca w salonie barona Niemana
- 1989: Virtuti – adiutant kapitana Górskiego
- 1990: Rozmowy o miłości – przyjaciel Roberta
- 1990: Ucieczka z kina „Wolność” – Lekarz w filmie „Jutrzenka”
- 1990: Napoleon – Benjamin Constant De Rebecque (odc. 3 i 5)
- 1990: Maria Curie – Kazimierz Kowarski
- 1990: Femina – Mąż Bogny
- 1991: Pogranicze w ogniu – Zygfryd Patschek (odc. 11)
- 1991: Przeklęta Ameryka
- 1991: Podwójne życie Weroniki – Antek
- 1991: Kuchnia polska – Adiutant generała w restauracji hotelu „Monopol” (odc. 1)
- 1991: Kuchnia polska – adiutant generała w restauracji hotelu „Monopol”
- 1991: Panny i wdowy – ksiądz na pogrzebie Karoliny (odc. 3)
- 1991: Koniec gry – prowadzący spotkanie z działaczami Polskiej Partii Postępu
- 1992: Pierścionek z orłem w koronie – strażnik w siedzibie UB
- 1992: Sprawa kobiet – strażnik na placu zabaw
- 1993: Uprowadzenie Agaty – dziennikarz telewizji
- 1993: Człowiek z... – wykładowca na tajnym zebraniu
- 1993: Pora na czarownice – lekarz
- 1993: Ewangelia według Harry’ego – agent specjalny
- 1994: Legenda Tatr – oficer
- 1994: Piękna Warszawianka
- 1994: Ptaszka – lekarz
- 1994: Dlaczego moje koleżanki to mają, a ja nie
- 1994: Jest jak jest – członek WKU (odc. 15)
- 1997: Prostytutki – ksiądz
- 1998: Amok – Ginekolog
- 1998: 13 posterunek (odc. 12 i 39)
- 1999: Dług – Lekarz opiekujący się Basią w szpitalu
- 2000: Wielkie rzeczy – Staszek, syn Ratajczaka (cz. 1)
- 2000: Słoneczna włócznia – Mateusz Grey
- 2000: Dom – ksiądz (odc. 24)
- 2000: Avalon – Murphy
- 2001: Boże skrawki – Hans
- 2003: Kasia i Tomek – chirurg plastyczny Cycowski (seria III, odc. 17)
- 2003–2013: Na Wspólnej – ksiądz chrzczący Kubusia
- 2004: Mój Nikifor – Ryszard Nowak
- 2005: Fortuna czyha w lesie – Szef Zenona
- 2006: Miłość w przejściu podziemnym – redaktor Jerzy
- 2006: Samotność w sieci – właściciel kawiarenki internetowej
- 2006: Samotność w sieci – właściciel kawiarenki internetowej
- 2006: Plac Zbawiciela – przewodniczący zarządu wspólnoty mieszkaniowej
- 2006: Fałszerze – powrót Sfory – Oficer (odc. 14)
- 2006–2010: M jak miłość – Mariusz Żurawski, dyrektor szkoły
- 2007: Halo Hans! czyli nie ze mną te numery! – Stirlitz
- 2010: Prosta historia o miłości – ojciec Marty
- 2010: Belcanto – reżyser z Warszawy
- 2011–2012: Przepis na życie – Farmaceuta Witold
- 2013: Komisarz Alex – Krzysztof Halicki (odc. 48)
- 2013: Papusza – minister
- 2020: Banksterzy – prezes banku